# Karolina Kuszlewicz

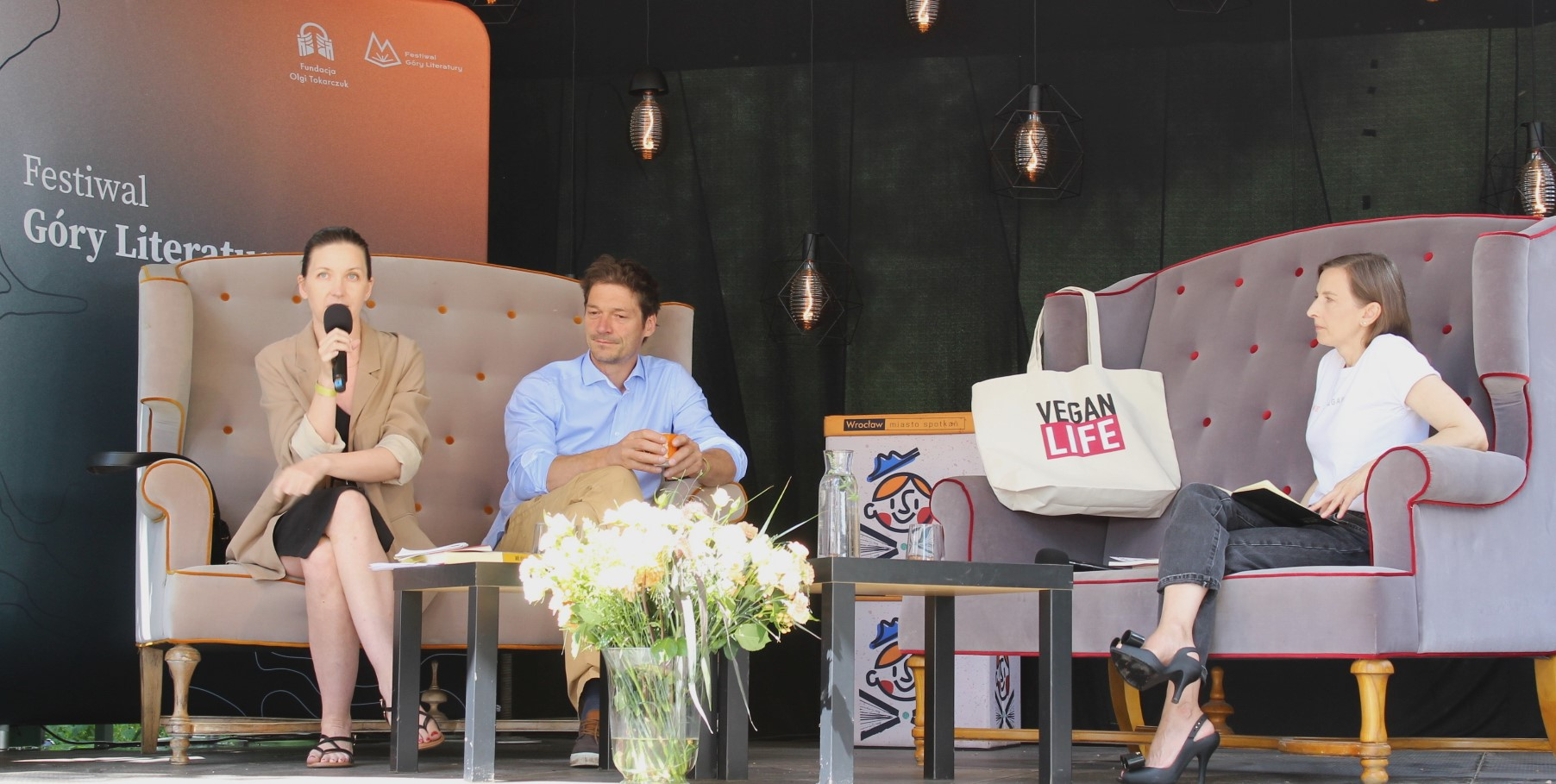
Karolina Kuszlewicz, Bartek Sabela, Sylwia Spurek

Karolina Patrycja Kuszlewicz (ur. 1985) – polska adwokatka, działaczka społeczna, feministka, publicystka zajmująca się ochroną praw zwierząt.

## Życiorys
Pochodzi z Sieradza, gdzie ukończyła I Liceum Ogólnokształcące. Absolwentka prawa na Uczelni Łazarskiego w Warszawie (2009).
W 2014 została wpisana na listę adwokatów. Prowadzi sprawy cywilne, rodzinne i karne. Jest założycielką Kancelarii nad Wisłą, poświęconej sprawom ochrony zwierząt, przyrody i środowiska naturalnego. W przeszłości doradzała podmiotom z sektora transportu kolejowego. Członkini Komisji Legislacyjnej oraz Zespołu ds. Kobiet przy Naczelnej Radzie Adwokackiej. Wykładowczyni na aplikacji adwokackiej przy Okręgowej Radzie Adwokackiej w Warszawie. Współpracuje z organizacjami pozarządowymi (m.in. Klubem Gaja, Pracownią na rzecz Wszystkich Istot) jako pełnomocniczka oraz doradczyni w procesie legislacyjnym.
W 2016, reprezentując pro publico bono Fundację „Noga w Łapę. Razem idziemy przez Świat”, doprowadziła do wydania przez Sąd Najwyższy przełomowego wyroku, w którym uznano sprzedaż żywych karpi w torebkach bez wody za znęcanie się na zwierzętami. Wyrok ten spotkał się z szerokim odzewem w mediach oraz środowiskach naukowych. W uznaniu za wkład w doprowadzenie do tego wyroku, w listopadzie 2017 otrzymała 1. nagrodę w rankingu „Dziennika Gazety Prawnej” i Wolters Kluwer Polska Rising Stars – Prawnicy Liderzy Jutra, uznana w tym rankingu za najlepszego prawnika młodego pokolenia w Polsce. Od 2018 jest rzeczniczką ds. ochrony zwierząt przy Polskim Towarzystwie Etycznym. Publikuje m.in. w Krytyce Politycznej i „Dzienniku Gazecie Prawnej”.
Prowadzi blog „W imieniu zwierząt i przyrody – głosem adwokatki”, którego celem jest edukacja prawna w zakresie ochrony zwierząt. Od 2023 r. prowadzi projekt „Kuszlewicz w imieniu” – platformę edukacyjną poświęconą prawom zwierząt i przyrody. W ramach platformy nagrywa podkast oraz pisze teksty edukacyjne, w tym analizujące wyroki sądowe.

## Publikacje książkowe
- Umowy gospodarcze w przykładach i wzorach, Warszawa: Wydawnictwo C.H. Beck, 2015–2020 (5 wydań), ISBN 978-83-815-8063-2 (współautor Agnieszka Kurczuk-Samodulska).
- Prawa zwierząt: praktyczny przewodnik, Warszawa: Wolters Kluwer, 2019, ISBN 978-83-8187-097-9.
- Ustawa o ochronie zwierząt. Komentarz, Warszawa: Wolters Kluwer, 2021, ISBN 978-83-8160-733-9.

## Rozdziały
- Pozaludzka natura w polskim systemie prawnym. Krytyczna analiza aktów prawnych i orzecznictwa sądowego. Zarys problematyki (współautorka: Zuzanna Warso), [w:] Wymiar sprawiedliwości w państwie prawa. Wyzwania, Sopot: Wydawnictwo Arche, 2021, ISBN 978-83-9609-901-3 (redakcja Katarzyna Gajowniczek-Pruszyńska).
- Miasto wielogatunkowe. Regulacje prawne dziś i w przyszłości, [w:] Miasto wobec wyzwań, Gdynia: UrbanLab Gdynia, 2021, ISBN 978-83-96-1421-08 (redakcja Lena Lorenc-Barańska).
- Koncepcja prawa wrażliwego. Od wojny do unii międzygatunkowej, [w:] ZOEpolis. Budując wspólnotę ludzko-nie-ludzką, Warszawa: Bęc Zmiana, 2020, ISBN 978-83-6608-211-3 (redakcja Małgorzata Gurowska, Monika Rosińska, Agata Szydłowska).